# Bernhard Friedmann
Bernhard Friedmann (Ottersweier, 8 d'abril de 1932) és un polític alemany militant de la CDU. Ha estat president del Tribunal de Comptes Europeu.

## Vida
Bernhard Friedmann es va graduar a l'escola secundària de Sasbach a Achern i es va llicenciar en economia a la Universitat Albert-Ludwig de Friburg de Brisgòvia. En 1961 hi fou membre de diverses fraternitats catòliques estudiantils alemanyes com la K.D.St.V. Hohenstaufen. Es va doctorar en economia el 1960 amb la tesina Deflationierungsmethoden im Rahmen der volkswirtschaftlichen Gesamtrechnung (Deflació dins dels comptes nacionals) i es doctorà a la Universitat de Friburg de Suïssa.
Des de 1965 va treballar inicialment per a l'antic Deutsche Bundespost, posteriorment Ministeri Federal de Serveis Postals (1965 Postrat 1967 Oberpostrat 1969 Oberpostdirektion director). A finals de 1974 va treballar com a gerent general de la final de 1974 a la Deutsche DATEL Gesellschaft für Datenfernverarbeitung mbH de Darmstadt Després fou director de correus de Karlsruhe.

## Carrera política
A les eleccions federals alemanyes de 1976 fou elegit diputat al Bundestag per la CDU pel Wahlkreis Rastatt/Baden-Baden/Ettlingen. El 5 de febrer de 1990 va renunciar al seu escó i fou substituït per Siegfried Hornung. Durant aquest període fou cap del grup parlamentari CDU/CSU de la Comissió de Pressuposts del Bundestag, President del Comitè d'Auditoria i President del Comitè de Subvencions per a despeses de defensa. El seu llibre publicat l'any 1987 Einheit statt Raketen – Thesen zur Wiedervereinigung Deutschlands als Sicherheitskonzept (Unitat en lloc de míssils. Tesi sobre la reunificació d'Alemanya com a concepte de seguretat) va ser objecte d'un intens debat. Del 1990 al 2001 Friedmann va ser el representant alemany al Tribunal de Comptes Europeu, i en fou el president de 1996 a 1999. Després es va retirar.

## Activitat privada
En 1995 ha estat nomenat professor honorari de ciència política europea a la Universitat de Friburg de Brisgòvia i en 1997 va rebre un doctorat honorari de la Universitat de Sibiu (Hermannstadt) a Romania. El mateix any va rebre el premi mediambiental Euronatur-Umweltpreis.
El 2003 fou nomenat president del Studienzentrum Weikersheim. En 2003 també va crear la Bernhard Friedmann-Stiftung amb seu a Ottersweier. Bernhard Friedmann està casat i té tres fills. Viu a Ottersweier, Baden, on es dedica a temps parcial a l'agricultura.

## Obres
- Einheit statt Raketen. Thesen zur Wiedervereinigung Deutschlands als Sicherheitskonzept. Busse und Seewald, Herford 1987, ISBN 3-512-00826-7.
- amb Christa Randzio-Plath: Unternehmen Osteuropa – eine Herausforderung für die Europäische Gemeinschaft. Zur Notwendigkeit einer EG-Ostpolitik. Nomos, Baden-Baden 1994, ISBN 3-7890-3169-0.
- Evaluierungsansätze zu ausgewählten Politikbereichen der Europäischen Union. Europa-Union-Verlag, Bonn 1996, ISBN 3-7713-0520-9.